# Andrea Ranocchia
Andrea Ranocchia (tiếng Ý phát âm: [andrɛa ranɔkkja, sinh ngày 16 tháng 2 năm 1988) là cựu cầu thủ bóng đá người Ý chơi ở vị trí trung vệ.

## Sự nghiệp
Sinh ra tại Assisi trong tỉnh Perugia, Ranocchia bắt đầu sự nghiệp của mình tại Perugia sau đó ở Arezzo. Ranocchia chơi cho đội Primavera của Arezzo trong niên khóa 2005-06 mùa và thúc đẩy đội bóng đầu tiên trong năm sau. Anh đã chơi một mùa giải tại Serie B và theo nhóm để chơi ở Serie C1.
Vào tháng 8 năm 2008, Genoa đã mua một nửa quyền đăng ký với giá 1,55 triệu € và gửi cho câu lạc bộ Bari theo bản hợp đồng cho mượn, nơi anh đã giành được giải vô địch Serie B. Ngày 26 tháng 6 năm 2009, Genoa đã ký hợp đồng hoàn toàn với giá 2,45 triệu €, Genoa đã trả 4.000.000 € trong tổng số trong vòng một năm.
Anh đã có trận ra mắt với Bari trong mùa giải 2009-10, tạo thành một bộ đôi trung vệ được đánh giá cao của các cầu thủ trẻ Leonardo Bonucci. Thật không may, vào tháng Giêng, anh kết thúc mùa giải với một chấn thương nghiêm trọng ở đầu gối.
Ngày 1 tháng 7, năm 2010 anh trở lại Genoa. Sau khi một liên kết với Inter Milan trong tháng 2 năm 2010, câu lạc bộ đã đồng ý một thỏa thuận vào tháng 6 năm 2010 liên quan đến việc chuyển nhượng của tiền đạo trẻ Mattia Destro. Việc chuyển giao đã trở thành chính thức vào ngày 20 tháng 7, năm 2010, đã ký một nửa quyền đăng ký của Ranocchia 6,5 triệu € và gửi Destro cho mượn đến Genoa với các tùy chọn ký thỏa thuận đồng sở hữu (người sau này đã mua ngay với giá 4,5 triệu €).

## Sự nghiệp Quốc tế
Ngày 21 tháng 8 năm 2007, anh xuất hiện lần đầu với đội tuyển U-21 Ý trong một trận đấu giao hữu với Pháp. anh đã tham gia tại giải vô địch 2009 U.21
Anh xuất hiện lần đầu của mình với đội ngũ cao cấp của Ý ngày 17 tháng 11 năm 2010, trong một trận giao hữu với România.
Vào tháng 8 năm 2015,Huyến luyện viên Đội tuyển bóng đá quốc gia Ý lúc đó là Antonio Conte đã quyết định triệu tập anh cho những trận đấu ở vòng loại Giải vô địch bóng đá châu Âu 2016

## Thống kê sự nghiệp

### Câu lạc bộ
Tính đến 27 tháng 9 năm 2015.
| Câu lạc bộ          | Mùa giải            | Giải đấu | Giải đấu | Coppa Italia | Coppa Italia | Châu Âu | Châu Âu | Khác | Khác | Tổng cộng | Tổng cộng |
| Câu lạc bộ          | Mùa giải            | Trận     | Bàn      | Trận         | Bàn          | Trận    | Bàn     | Trận | Bàn  | Trận      | Bàn       |
| ------------------- | ------------------- | -------- | -------- | ------------ | ------------ | ------- | ------- | ---- | ---- | --------- | --------- |
| Arezzo              | 2006–07             | 24       | 1        | 5            | 1            | —       | —       | —    | —    | 29        | 2         |
| Arezzo              | 2007–08             | 32       | 0        | —            | —            | —       | —       | —    | —    | 32        | 0         |
| Arezzo              | Tổng cộng           | 56       | 1        | 5            | 1            | —       | —       | —    | —    | 61        | 2         |
| Bari (mượn)         | 2008–09             | 17       | 1        | 0            | 0            | —       | —       | —    | —    | 17        | 1         |
| Bari (mượn)         | 2009–10             | 17       | 2        | 1            | 0            | —       | —       | —    | —    | 18        | 2         |
| Bari (mượn)         | Tổng cộng           | 34       | 3        | 1            | 0            | —       | —       | —    | —    | 35        | 3         |
| Genoa               | 2010–11             | 16       | 2        | 1            | 0            | —       | —       | —    | —    | 17        | 2         |
| Genoa               | Tổng cộng           | 16       | 2        | 1            | 0            | —       | —       | —    | —    | 17        | 2         |
| Inter Milan         | 2010–11             | 18       | 1        | 4            | 0            | 4       | 0       | —    | —    | 26        | 1         |
| Inter Milan         | 2011–12             | 12       | 1        | 2            | 0            | 2       | 0       | 1    | 0    | 17        | 1         |
| Inter Milan         | 2012–13             | 32       | 2        | 3            | 1            | 10      | 0       | —    | —    | 45        | 3         |
| Inter Milan         | 2013–14             | 24       | 1        | 2            | 1            | —       | —       | —    | —    | 26        | 2         |
| Inter Milan         | 2014–15             | 33       | 2        | 1            | 0            | 8<      | 0       | —    | —    | 42        | 2         |
| Inter Milan         | 2015–16             | 10       | 0        | 0            | 0            | —       | —       | —    | —    | 10        | 0         |
| Inter Milan         | Tổng cộng           | 129      | 7        | 12           | 2            | 24      | 0       | 1    | 0    | 166       | 9         |
| Tổng cộng sự nghiệp | Tổng cộng sự nghiệp | 235      | 13       | 19           | 3            | 24      | 0       | 1    | 0    | 279       | 16        |

### Đội tuyển quốc gia
Tính đến 18 tháng 6 năm 2015.
| 2010      | 1  | 0 |
| 2011      | 7  | 0 |
| 2012      | 0  | 0 |
| 2013      | 4  | 0 |
| 2014      | 5  | 0 |
| 2015      | 3  | 0 |
| 2016      | 1  | 0 |
| Tổng cộng | 21 | 0 |

## Danh hiệu

### Inter Milan
- Serie A: 2020–21
- Coppa Italia: 2010–11, 2021–22
- Supercoppa Italiana: 2021